# Hunter Biden
Robert Hunter Biden (* 4. února 1970 Wilmington, Delaware) je americký právník a investiční poradce, druhý syn exprezidenta Spojených států amerických, Joea Bidena. Je zakládajícím partnerem investiční a poradenské společnosti Rosemont Seneca Partners. Jeho starším bratrem byl právník Beau Biden.
Hunter Biden byl v letech 2014–2019 členem správní rady společnosti Burisma Holdings působící na Ukrajině, která produkuje zemní plyn a obchoduje s ním.

## Osobní život

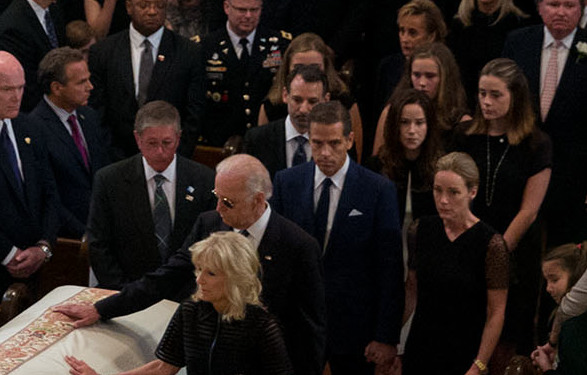
Hunter Biden (uprostřed) na pohřbu svého bratra Beau Bidena v roce 2015

Hunter Biden se v roce 1993 oženil s Kathleen roz. Buhle. Mají spolu tři děti, které se jmenují Naomi, Finnegan a Maisy. Manželský pár se odloučil v roce 2015 a rozvedl roku 2017.
V roce 2016 navázal Hunter Biden vztah s vdovou svého bratra Beau Bidena, Hallie Bidenovou. Je také otcem dítěte, které se narodilo ženě jménem Lunden Alexis Roberts v Arkansasu v srpnu 2018.
V květnu 2019 se Biden podruhé oženil, jeho manželkou se stala jihoafrická filmařka Melissa Cohen. Jejich syn se narodil v březnu 2020 v Los Angeles.
Hunter Biden bojuje již řadu let se svou závislostí na alkoholu a omamných látkách. Sám prohlásil: „V každé rodině je nějaká závislost. Já jsem byl v té temnotě. Byl jsem v tom tunelu – byl to nikdy nekončící tunel. Toho se nezbavíte. Pokoušíte se zjistit, jak se s tím vypořádat.“

## Podnikatelská činnost
Od 12. května 2014 do dubna 2019 působil Hunter Biden jako člen správní rady ukrajinské firmy Burisma Holdings. Burisma je soukromá firma založená v roce 2002, ovládaná přes formálně kyperskou firmu se sídlem v Limassolu, jejímž hlavním akcionářem je ukrajinský oligarcha Mykola Zločevskyj (bývalý ministr energetiky ve vládě prezidenta Viktora Janukovyče). Firma se zabývá těžbou zemního plynu na Ukrajině a obchodováním s plynem včetně plynu ruské provenience. Hunter Biden obdržel tento post, ačkoliv neměl žádné předchozí zkušenosti z tohoto oboru. Měl však za sebou mj. členství ve správní radě Amtraku a pozici výkonného viceprezidenta bankovní společnosti MBNA America. Za svou činnost dostával Hunter Biden od Burismy přes jinou firmu měsíčně až 50 000 dolarů.
Kromě toho odletěli otec Joe a syn Hunter Bidenové v prosinci 2013 na palubě vládního letadla Air Force Two na oficiální návštěvu do Číny. Po návratu do Spojených států obdržela Hunterova malá poradenská firma Rosemont Seneca smlouvu v souvislosti s projektem za 1,5 miliardy dolarů od čínské vlády pro čínský investiční fond BHR Partners, pro který Hunter Biden pracoval a který v roce 2013 založil podnikatel Jonathan Li. BHR Partners investovali peníze mj. do čínské technologické společnosti Megvii, která spolupracuje s čínskou vládou za účelem sledování muslimských Ujgurů v západočínské provincii Sin-ťiang. Hunter Biden měl v úmyslu odstoupit v říjnu 2019 ze své funkce v této čínské společnosti, aby nekomplikoval nastávající volební boj svého otce. Kromě toho slíbil, že by v případě zvolení Joea Bidena prezidentem USA již nepracoval pro žádnou zahraniční společnost.

## Daňové úniky
Dne 10. prosince 2020 bylo oznámeno, že americké ministerstvo spravedlnosti vyšetřuje podezření na daňové úniky, jichž se Hunter Biden mohl dopustit v souvislosti se svými podnikatelskými aktivitami. V červnu 2023 se Hunter Biden doznal k daňovému úniku a nedovolenému držení zbraně.
V prosinci 2024 ho v závěrečné části svého prezidentského mandátu omilostnil jeho otec Joe Biden. Dříve přitom slíbil, že prezidentské pravomoci ve prospěch své rodiny nepoužije. Stíhání Huntera ale označil za nespravedlivé a účelové, vedené pouze tím, že šlo o jeho syna.